# Betty Comden
Elizabeth Cohen (Brooklyn, Nova Iorque, 3 de maio de 1915 – Nova Iorque, 23 de novembro de 2006), mais conhecida pelo pseudônimo Betty Comden, foi uma atriz, roteirista e escritora musical norte-americana. Ela foi a roteirista do filme Singin' in the Rain, de 1952.
Seu pai era advogado, e sua mãe uma professora. Formou-se em ciências pela Universidade de Nova Iorque. Casou-se em 1942 com Steven Kyle, um designer e empresário, que faleceu em 1979, e tiveram dois filhos, Susanna e Alan. Seu filho Alan, que morreu em 1990, foi viciado em drogas e contraiu AIDS.
Começando com as peças musicais, tais como On the Town (1944) e Will Rogers Folies (1991), a longa carreira de Betty Comden, como libretista e letrista para Broadway e Hollywood, incluiu muitos clássicos da comédia musical norte-americana.
Ela passou praticamente toda sua carreira trabalhando profissionalmente com Adolph Green. Eles escreveram inúmeras obras para Broadway com canções como "New York, New York", "It's love" e "Some other time". A parceria profissional durou 60 anos, devido à morte de Green, em 2002.